# Viksjö församling, Härnösands stift
Viksjö församling är en församling i Ådalens kontrakt i Härnösands stift. Församlingen ingår i Härnösands pastorat och ligger i Härnösands kommun i Västernorrlands län, Ångermanland.

## Administrativ historik
Församlingen bildades 1771 genom en utbrytning ur Västanå bruksförsamling som 1751 utbrutits ur Stigsjö församling.
Församlingen var från 1771 till 26 februari 1808 kapellförsamling i pastoratet Säbrå, Stigsjö Häggdånger, Västanå och Viksjö. Från 26 februari 1808 till 1868 var den kapellförsamling i pastoratet Stigsjö, Västanå och Viksjö. 1868 införlivades den i Västanå församling och därefter till 2006 annexförsamling i pastoratet Stigsjö och Viksjö. Från 2006 ingicjk församlingen i Härnösands landsförsamlingars pastorat och ingår från 2018 i Härnösands pastorat.

## Kyrkor
- Viksjö kyrka